# Lješki distrikt
Lješki distrikt (albanski: Rrethi i Lezhës) je jedan od 36 distrikata u Albaniji, dio Lješkog okruga. Po procjeni iz 2004. ima oko 68.000 stanovnika, a pokriva područje od 479 km². 
Nalazi se na sjeverozapadu države, a sjedište mu je grad Lezhë. Distrikt se sastoji od sljedećih općina (u zagradama je broj stanovnika po popisu iz 2007.):
- Balldren i Ri (9,872)
- Blinisht (5,177)
- Dajç (7,053)
- Kallmet (6,607)
- Kolsh (6,259)
- Lezhë (24,994)
- Shëngjin (10,340)
- Shënkoll 13,523)
- Ungrej (3,154)
- Zejmen (8,752)